# Apoditrysia
Apoditrysia — велика клада лускокрилих з інфраряду Різнокрилі метелики (Heteroneura). Представники групи характеризуються наявністю двох спеціалізованих аподем (аподеми- вирости тіла всередині грудної порожнини у членистоногих, що призначені для прикріплення м'язів і підтримки внутрішніх органів) з короткими великими базами на грудній частині.

## Надродини
- Apoditrysia
  - Galacticoidea
  - Zygaenoidea
  - Cossoidea
  - Sesioidea
  - Choreutoidea
  - Tortricoidea
  - Urodoidea
  - Schreckensteinioidea
  - Epermenioidea
  - Alucitoidea
  - Pterophoroidea
  - Obtectomera
    - Whalleyanoidea
    - Immoidea
    - Copromorphoidea
    - Hyblaeoidea
    - Pyraloidea
    - Thyridoidea
    - Macrolepidoptera
      - Mimallonoidea
      - Lasiocampoidea
      - Bombycoidea
      - Noctuoidea
      - Drepanoidea
      - Geometroidea
      - Axioidea
      - Calliduloidea
      - Rhopalocera
        - Hedyloidea
        - Hesperioidea
        - Papilionoidea